# Sosnová (Morávia-Silésia)
Sosnová é uma comuna checa localizada na região de Morávia-Silésia, distrito de Opava.